# 中华人民共和国领导人列表
以下以姓氏的汉语拼音首字母顺序（同字母按政治排名）列出中华人民共和国成立后的党和国家领导人（正、副国家级官员）的姓名（正国级领导人加粗）、军衔（若有）、性别（缺省为男性）、民族（缺省为汉族）、党派（缺省为中共党员）、正副国家级职务（国家级正职加粗）。
截至2023年"两会"，累计有483位领导人，其中国家级正职者80位；逝世者275位，卸任在世者142位，在任领导人66位以  标识。
A B C D E F G H J K L M N O P Q R S T W X Y Z 军队领导人

## 時間綫
中国共产党第(　)届中央委员会： 1945（七）1956（八）1969（九）1973（十）1977（十一）1982（十二）1987（十三）1992（十四）1997（十五）2002（十六）2007（十七）2012（十八）2017（十九）2022（二十）
中华人民共和国中央人民政府委员会： 1949—1954
中华人民共和国第(　)届全国人民代表大会： 1954（一）1959（二）1965（三）1975（四）1978（五）1983（六）1988（七）1993（八）1998（九）2003（十）2008（十一）2013（十二）2018（十三）2023（十四）
中国人民政治协商会议第(　)届全国委员会： 1949（一）1954（二）1959（三）1965（四）1978（五）1983（六）1988（七）1993（八）1998（九）2003（十）2008（十一）2013（十二）2018（十三）2023（十四）

## A
- 阿沛·阿旺晋美 中将（藏族，无党派） - 第三、四、五、六、七届全国人大常委会副委员长，第三、八、九、十、十一届全国政协副主席（任内逝世）..
- 艾力更·依明巴海（维吾尔族） - 第十二、十三届全国人大常委会副委员长 .
- 安子介（香港） - 第八、九届全国政协副主席（任内逝世）..
- 阿不来提·阿不都热西提（维吾尔族） - 第十、十一届全国政协副主席 .

## B
- 薄一波 - （1967年3月被打为“六十一人叛徒集团”，将自首出狱重定为自首叛变，1978年12月中共十一届三中全会被平反）中共中央华北局第一书记，第八届中共中央政治局候补委员，第十二、十三届中共中央顾问委员会常务副主任，第一（增任）、二、三（被停职）、五届（增任）国务院副总理（改组去职），第五届国务委员（新设改任）；薄熙来之父..
- 班禅额尔德尼·确吉坚赞 第十世班禅额尔德尼（藏族，无党派） - （1964年被打为“班禅叛国集团”，1968年入狱，1977年获释，1988年被平反）第二（被撤职）、五（补选）、六、七届全国人大常委会副委员长（任内逝世），第二、五届（增选）全国政协副主席（去职）；董其武之外孙女婿..
- 布　赫（蒙古族） - 第八、九届全国人大常委会副委员长；乌兰夫之子..
- 白玛赤林（藏族） - 第十三届全国人大常委会副委员长 .
- 包尔汉（全名包尔汉·沙希迪，维吾尔族） - 第二、三届全国政协常务副主席、五（增选）、六届副主席..
- 巴　金（无党派） - 第六、七、八、九、十届全国政协副主席（任内逝世）..
- 白立忱（回族） - 第九、十、十一届全国政协副主席 .
- 巴特尔（蒙古族） - 第十三、十四届全国政协副主席
- 薄熙来 - （被开除党籍，以受贿罪、贪污罪、滥用职权罪判处无期徒刑）第十七届中共中央政治局委员（被停职）；薄一波之子 .

## C
- 陈　云 - 第七届中共中央书记处候补书记、代理书记、书记，第八、十一届（增选）中共中央副主席，第十一（重设）、十二届中央纪委第一书记，第十二届中共中央政治局常委，第十三届中共中央顾问委员会主任，中央人民政府政务院副总理，第一、二、三、五届（增任）国务院副总理（辞职），第四、五届全国人大常委会副委员长（辞职）；陈元之父..
- 陈　毅 中华人民共和国元帅 - 第八届中共中央政治局委员，第八（增补）、九届中共中央军委副主席（任内逝世），中央人民政府人民革命军事委员会副主席（增补），第一、二、三届国务院副总理（任内逝世）、国防委员会副主席（任内逝世），第三、四届全国政协副主席（任内逝世）..
- 蔡　奇 - 第十九届中共中央政治局委员，第二十届中共中央政治局常委、中央书记处书记
- 陈锡联 炮兵上将 - （1980年2月中共十一届五中全会上辞去党和国家领导职务）第九、十、十一届中共中央政治局委员（辞职），第十二、十三届中顾委常委，第四、五届国务院副总理（被免职）..
- 迟浩田 上将 - 第十四（增补）、十五届中共中央军委副主席，第十五届中共中央政治局委员，第八、九届国务委员，第八（补任）、九届国家中央军委副主席 .
- 曹刚川 上将 - 第十六届中共中央政治局委员、中共中央军委副主席，第十届国务委员、国家中央军委副主席 .
- 陈　希 - 第十九届中共中央政治局委员、中央书记处书记 .
- 陈全国 - 第十九届中共中央政治局委员 .
- 陈敏尔 - 第十九、二十届中共中央政治局委员
- 陈文清 - 第二十届中共中央政治局委员、中央书记处书记
- 陈吉宁 - 第二十届中共中央政治局委员
- 陈慕华（女） - 第十一、十二届中共中央政治局候补委员，第五届国务院副总理（改组去职），第五（新设改任）、六届国务委员，第七、八届全国人大常委会副委员长..
- 程子华  - 第十二、十三届中顾委常委，第五（增选）、六届全国政协副主席..
- 陈丕显 - （1967年被关押审查，1975年恢复工作）第十二届中央书记处书记，第十三届中顾委常委，第六届全国人大常委会副委员长..
- 程　潜（民革） - 中央人民政府人民革命军事委员会副主席，第一、二、三届国防委员会副主席（任内逝世），第一（补选）、二、三届全国人大常委会副委员长（任内逝世）..
- 陈叔通（无党派） - 第一、二、三届全国人大常委会副委员长（任内逝世），第一届全国政协副主席、二、三、四届常务副主席（任内逝世）..
- 蔡　畅（女） - 第四、五届全国人大常委会副委员长（辞职）；李富春之妻..
- 楚图南（彝族，民盟） - 第六届（补选）全国人大常委会副委员长..
- 程思远（无党派） - 第八、九届全国人大常委会副委员长，第七届全国政协副主席..
- 曹　志 - 第九届全国人大常委会副委员长..
- 成思危（民建） - 第九、十届全国人大常委会副委员长..
- 陈至立（女） - 第十届国务委员，第十一届全国人大常委会副委员长 .
- 陈昌智（民建） - 第十一、十二届全国人大常委会副委员长 .
- 陈　竺 院士（农工党） - 第十二、十三届全国人大常委会副委员长 .
- 曹建明 - 第十一、十二届最高人民检察院检察长，第十三届全国人大常委会副委员长 .
- 蔡达峰（民进） - 第十三、十四届全国人大常委会副委员长
- 陈俊生 - 第七、八届国务委员，第九届全国政协副主席（任内逝世）..
- 常万全 上将 - 第十二届国务委员 .
- 蔡廷锴（民革） - 第二（补任）、三届国防委员会副主席（任内逝世），第四届全国政协副主席（任内逝世）..
- 陈嘉庚（马来西亚归侨，无党派） - 第二、三届全国政协副主席（任内逝世）..
- 陈再道 上将 - 第六届全国政协副主席..
- 陈锦华 - 第九届全国政协副主席..
- 陈奎元 - 第十、十一届全国政协副主席 .
- 陈宗兴（农工党） - 第十一届全国政协副主席 .
- 陈　元 - 第十二届全国政协副主席；陈云之子 .
- 陈晓光（民盟） - 第十二、十三届全国政协副主席 .
- 陈　武（壮族） - 第十四届全国政协副主席
- 陈永贵 - （1980年9月五届人大三次会议解职后，在北京东郊农场担任顾问）第十、十一届中共中央政治局委员，第四、五届国务院副总理（被解职）..
- 陈伯达 - （1970年庐山会议上被批判，林彪、江青反革命集团案主犯，被开除党籍，以积极参加反革命集团罪、阴谋颠覆政府罪、反革命宣传煽动罪、诬告陷害罪判处有期徒刑18年）第八届中共中央政治局候补委员、常委，中央文化革命小组组长，第九届中共中央政治局常委（被撤职）..
- 陈希同 - （被开除党籍，以贪污罪、玩忽职守罪判处有期徒刑16年）第十四届中共中央政治局委员（被撤职），第七届国务委员..
- 陈良宇 - （被开除党籍，以受贿罪、滥用职权罪判处有期徒刑18年）第十六届中共中央政治局委员（被停职） .
- 成克杰（壮族） - （被开除党籍，以受贿罪判处死刑）第九届全国人大常委会副委员长（被撤职）..

## D
- 邓小平 - （中共第二代中央领导集体的核心，1967年1月被打倒，1968年10月中共八届十二中全会被撤销党内外一切职务，1973年3月恢复副总理职务，1976年4月政治局会议上被撤销党内外一切职务，1977年7月中共十届三中全会上恢复全部职务）中共中央西南局第一书记，第七届中共中央秘书长（重设）、中共中央政治局委员（补选），第八届中共中央书记处总书记（新设，改组去职）、中共中央政治局常委（被撤职）、书记处书记（被撤职），第十届中共中央政治局委员（增补）、副主席（补选，被撤职，后复职），第十一届中共中央副主席，第十二届中共中央政治局常委、中国共产党中央顾问委员会主任（新设），第十届（增补）中共中央军委副主席（被撤职，后复职），第十一届中共中央军委副主席、主席，第十二、十三届中共中央军委主席（辞职），中央人民政府政务院副总理（增任），第一、二、三（被撤职，后复职）、四（被撤职，后复职）、五届国务院副总理（辞职），第一、二、三届国防委员会副主席（被撤职），第六（新设）、七届中华人民共和国中央军事委员会主席（辞职），第五届全国政协主席；邓朴方之父..
- 董必武 - 第七、八、九届中共中央政治局委员，第七（1955年改设）、八届中央监察委员会书记（被免职），第十届中共中央政治局常委（任内逝世），中央人民政府政务院副总理，第一届最高人民法院院长，第二、三届国家副主席，中华人民共和国代主席（无法律任命），第四届全国人大常委会副委员长（任内逝世），第二届全国政协副主席..
- 邓颖超（女） - 第十一届中央纪委第二书记（新设），第十一（增选）、十二届中共中央政治局委员（去职），第四（补选）、五届全国人大常委会副委员长，第六届全国政协主席；周恩来之妻..
- 丁薛祥 - 第十九届中共中央政治局委员、中央书记处书记，第二十届中共中央政治局常委，第十四届国务院副总理
- 丁关根 - 第十三届中共中央政治局候补委员、中央书记处书记（增补），第十四、十五届中共中央政治局委员、中央书记处书记..
- 段君毅 - 第十二、十三届中顾委常委..
- 邓力群 - 第十二届中央书记处书记..
- 杜青林 - 第十八届中央书记处书记，第十一、十二届全国政协副主席 .
- 丁石孙（民盟、中共） - 第九、十届全国人大常委会副委员长..
- 丁仲礼 院士（民盟） - 第十三、十四届全国人大常委会副委员长
- 邓子恢 - （1962年因支持包产到户被当作“修正主义纲领”严厉批判，1981年被平反）第一、二届国务院副总理（被免职），第四届全国政协副主席（任内逝世）..
- 戴秉国（土家族） - 第十一届国务委员 .
- 董其武 上将 - 第五（增选）、六届全国政协副主席；班禅额尔德尼·确吉坚赞之岳外祖父..
- 邓兆祥 海军少将 - 第六、七、八届全国政协副主席..
- 丁光训 主教（无党派） - 第七（增选）、八、九、十届全国政协副主席..
- 董寅初（致公党、民建） - 第八届全国政协副主席..
- 董建华（香港） - 第十（增选）、十一、十二、十三届全国政协副主席 .
- 邓朴方 - 第十一届全国政协副主席；邓小平之子 .
- 达赖喇嘛·丹增嘉措 第十四世达赖喇嘛 （藏族，无党派） - （1959年3月流亡印度）第一、二届全国人大常委会副委员长（被撤职） .

## F
- 方　毅 - 第十一、十二届中共中央政治局委员，第十一届中央书记处书记（重设），第五届国务院副总理（改组去职），第五（新设改任）、六届国务委员，第七届全国政协副主席..
- 范长龙 上将 - 第十七（增补）、十八届中共中央军委副主席，第十八届中共中央政治局委员，第十二届国家中央军委副主席 .
- 傅　锺 上将 - 第十二届中顾委常委（去职）..
- 费孝通（民盟） - （1957年被划为右派，1980年被平反）第七、八届全国人大常委会副委员长，第六届全国政协副主席..
- 傅铁山 主教（无党派） - 第十届全国人大常委会副委员长（任内逝世）..
- 傅作义（民革） - 第一、二、三届国防委员会副主席（任内逝世），第四届全国政协副主席（任内逝世）..

## G
- 耿　飚 - 第十一届中共中央政治局委员，第十二、十三届中顾委常委，第五届国务院副总理（改组去职）、国务委员（新设改任），第六届全国人大常委会副委员长..
- 郭金龙 - 第十八届中共中央政治局委员 .
- 郭声琨 - 第十九届中共中央政治局委员，第十二届国务委员 .
- 谷　牧 - 第十一（重设）、十二届中央书记处书记（去职），第四、五届国务院副总理（改组去职），第五（新设改任）、六届国务委员，第七届全国政协副主席..
- 郭沫若 - 中央人民政府政务院副总理，第一、二、三、四、五届全国人大常委会副委员长（任内逝世），第一、二、三、五届全国政协副主席（任内逝世）..
- 甘　苦（壮族） - 第八届全国人大常委会副委员长（任内逝世）..
- 顾秀莲（女） - 第十届全国人大常委会副委员长 .
- 高崇民（民盟、中共） - （1968年被逮捕）第四届全国政协常务副主席（任内逝世）..
- 辜胜阻（民建） - 第十三届全国政协副主席 .
- 高云龙（民建） - 第十三、十四届全国政协副主席
- 高　岗 - （1954年2月被批判，8月自杀身亡，1955年3月定为“高饶反党联盟”，被开除党籍）第七届中共中央政治局委员（任内逝世），中共中央东北局第一书记，东北人民政府/中央人民政府东北行政委员会主席（被停职），中央人民政府副主席（任内逝世）、人民革命军事委员会副主席（增补，任内逝世）、国家计划委员会主席/主任（新设，任内逝世）..
- 郭伯雄 上将 - （被开除党籍、军籍，剥夺军衔，以受贿罪判处无期徒刑）第十六、十七届中共中央政治局委员、中共中央军委副主席，第十、十一届国家中央军委副主席 .

## H
- 胡锦涛 - 第十四、十五届中共中央政治局常委、中央书记处书记，第十五届（增补）中共中央军委副主席，第十六、十七届中共中央总书记，第十六届中共中央军委副主席、主席，第十七届中共中央军委主席，第九届国家副主席、国家中央军委副主席（补任），第十、十一届中华人民共和国主席，第十届国家中央军委副主席、主席，第十一届国家中央军委主席 .
- 华国锋 - （1981年6月中共十一届六中全会上被迫辞去中共中央主席、中央军委主席）第十届中共中央政治局委员、中共中央第一副主席、主席（推选），第十一届中共中央主席（辞职）、副主席，第十（推选）、十一届中共中央军委主席（辞职），第四届国务院副总理、代总理、总理，第五届国务院总理（辞职）..
- 胡耀邦 - （1987年1月政治局扩大会议上被迫辞去中共中央总书记）第十一届中共中央政治局委员（增选）、中央纪委第三书记（新设）、中共中央秘书长（重设）、中共中央政治局常委（增选）、中共中央书记处总书记（重设）、中共中央主席（改选），第十二届中国共产党中央委员会总书记（改设，辞职）、中央政治局常委，第十三届中共中央政治局委员（任内逝世）..
- 贺　龙 中华人民共和国元帅 - （1967年9月被立案审查，1974年9月恢复名誉，1982年10月彻底平反）第八届中共中央政治局委员、中共中央军委副主席（重设），中央人民政府人民革命军事委员会副主席（增补），第一、二、三届国务院副总理（被停职）、国防委员会副主席（任内逝世）..
- 黄　菊 - 第十四（增选）、十五届中共中央政治局委员，第十六届中共中央政治局常委（任内逝世），第十届国务院副总理（任内逝世）..
- 贺国强 - 第十六届中共中央政治局委员、中央书记处书记，第十七届中共中央政治局常委、中央纪委书记 .
- 韩　正 - 第十八届中共中央政治局委员，第十九届中共中央政治局常委，第十三届国务院副总理，第十四届国家副主席
- 胡乔木 - 第八届中央书记处候补书记，第十一届中央书记处书记（重设），第十二届中共中央政治局委员，第十三届中顾委常委..
- 回良玉（回族） - 第十六、十七届中共中央政治局委员，第十、十一届国务院副总理 .
- 胡春华 - 第十八、十九届中共中央政治局委员，第十三届国务院副总理，第十四届全国政协副主席
- 黄坤明 - 第十九、二十届中共中央政治局委员
- 何卫东 陆军上将 - 第二十届中共中央政治局委员、中共中央军委副主席，第十四届国家中央军委副主席
- 何立峰 - 第二十届中共中央政治局委员，第十四届国务院副总理，第十三届全国政协副主席
- 何长工 - 第十二届中顾委常委（去职），第五届（增选）全国政协副主席..
- 黄火青 - 第十二届中顾委常委，第五届最高人民检察院检察长（重设）..
- 黄　镇 - 第十二（增选）、十三届中顾委常委（任内逝世）..
- 黄　华 - 第十三届中顾委常委，第五届（增任）国务院副总理（改组去职）、国务委员（新设改任），第六届全国人大常委会副委员长..
- 黄克诚 大将 - （1959年7月庐山会议上被打为“彭、黄、张、周反党集团”，1977年恢复工作）第八届中央书记处书记（被撤职），第十一届中央纪委常务书记（新设），第十二届中央纪委第二书记（去职）..
- 何　勇 - 第十六、十七届中央书记处书记 .
- 韩　光 - 第十二届（增选）中央纪委常务书记..
- 黄炎培（民盟、民建） - 中央人民政府政务院副总理，第一、二、三届全国人大常委会副委员长（任内逝世），第二、三、四届全国政协副主席（任内逝世）；黄孟复之祖父..
- 何香凝（女，民革） - 第二、三届全国人大常委会副委员长（任内逝世），第二、三届（增选）全国政协副主席；廖承志之母，廖晖之祖母..
- 胡厥文（民建） - 第四、五、六届全国人大常委会副委员长..
- 胡愈之（民盟、中共） - 第六届全国人大常委会副委员长（任内逝世），第五届（增选）全国政协副主席..
- 韩先楚 上将 - 第六届全国人大常委会副委员长（任内逝世）..
- 何鲁丽（女，民革） - 第九、十届全国人大常委会副委员长，第八届（增选）全国政协副主席..
- 韩启德 院士（九三学社、中共） - 第十、十一届全国人大常委会副委员长，第十二届全国政协副主席 .
- 华建敏 - 第十届国务委员，第十一届全国人大常委会副委员长 .
- 郝明金（民建） - 第十三、十四届全国人大常委会副委员长
- 何　维（农工党） - 第十四届全国人大常委会副委员长，第十三届全国政协副主席
- 韩杼滨 - 第九届最高人民检察院检察长 .
- 胡子昂（民建） - 第五、六、七届全国政协副主席（任内逝世）..
- 华罗庚 院士（民盟、中共） - 第六届（增选）全国政协副主席（任内逝世）..
- 胡　绳 - 第七、八届全国政协副主席..
- 侯镜如（民革） - 第七（增选）、八届全国政协副主席（任内逝世）..
- 洪学智 上将·上将 - （1959年7月庐山会议上受牵连被下放地方工作，文革后返回中央）第七（增选）、八届全国政协副主席..
- 霍英东（香港） - 第八、九、十届全国政协副主席（任内逝世）..
- 胡启立 - （1989年6月中共十三届四中全会被免去部分领导职务，复出后任副国级职务）第十二届中央书记处书记、中共中央政治局委员（增选），第十三届中共中央政治局常委（被免职）、中央书记处书记（被免职），第九届全国政协副主席 .
- 郝建秀（女） - （1987年转任正部级职务）第十二届中央书记处候补书记、书记，第十届全国政协副主席 .
- 黄孟复（民建、中共） - 第十、十一届全国政协副主席；黄炎培之孙 .
- 何厚铧（澳门） - 第十一（增选）、十二、十三、十四届全国政协副主席
- 何报翔（民革） - 第十四届全国政协副主席
- 黄永胜 上将 - （林彪、江青反革命集团案主犯，被开除党籍，以组织、领导反革命集团罪、阴谋颠覆政府罪、诬告陷害罪判处有期徒刑18年）第九届中共中央政治局委员（被撤职）..

## J
- 江泽民 - （中共第三代中央领导集体的核心）第十三届中共中央政治局委员、中共中央总书记（改选），第十四、十五届中共中央总书记，第十三（接任）、十四、十五、十六届中共中央军委主席（辞职），第七（接任）、八、九、十届国家中央军委主席（辞职），第八、九届中华人民共和国主席..
- 贾庆林 - 第十五届中共中央政治局委员，第十六、十七届中共中央政治局常委，第十、十一届全国政协主席 .
- 姜春云 - 第十四、十五届中共中央政治局委员，第十四届（增补）中央书记处书记，第八届（增任）国务院副总理，第九届全国人大常委会副委员长..
- 江　华（瑶族） - 第十二、十三届中顾委常委，第四、五届最高人民法院院长..
- 姬鹏飞 - 第十二、十三届中顾委常委，第五届全国人大常委会副委员长（辞职），第五届（增任）国务院副总理（改组去职），第五（新设改任）、六届国务委员..
- 蒋正华（农工党） - 第九、十届全国人大常委会副委员长 .
- 蒋树声（民盟） - 第十一届全国人大常委会副委员长 .
- 吉炳轩 - 第十二、十三届全国人大常委会副委员长 .
- 贾春旺 - 第十届最高人民检察院检察长 .
- 季　方（农工党、民盟） - 第五、六届全国政协副主席（任内逝世）..
- 经叔平（民建） - 第九届全国政协副主席..
- 姜信治 -  第十四届全国政协副主席
- 蒋作君（致公党） -  第十四届全国政协副主席
- 纪登奎 - （1980年2月中共十一届五中全会上辞去党和国家领导职务，复出后按正部级待遇）第九届中共中央政治局候补委员，第十、十一届中共中央政治局委员（辞职），第四、五届国务院副总理（被免职）..
- 江　青（女） - （林彪、江青反革命集团案主犯，“四人帮”成员，被开除党籍，以组织、领导反革命集团罪、阴谋颠覆政府罪、反革命宣传煽动罪、诬告陷害罪判处死缓）第九、十届中共中央政治局委员（被撤职）；毛泽东之妻..

## K
- 柯庆施 - 第八届（增选）中共中央政治局委员（任内逝世），中共中央华东局第一书记（重设，任内逝世），第三届国务院副总理（任内逝世）..
- 康世恩 - （1980年被记大过，1982年撤销）第十三届中顾委常委，第五届国务院副总理（改组去职），第五（新设改任）、六届国务委员..
- 康克清（女） - 第五、六、七届全国政协副主席（任内逝世）；朱德之妻..
- 康　生 - （死后被开除党籍、撤销悼词，认定为林彪、江青反革命集团案主犯，骨灰迁出八宝山革命公墓）第七届中共中央政治局委员，第八届中共中央政治局候补委员、常委、中央书记处书记（增选），第九届中共中央政治局常委，第十届中共中央副主席（任内逝世），第三、四届全国人大常委会副委员长（任内逝世），第三届全国政协常务副主席..

## L
- 刘少奇 - （1968年10月中共八届十二中全会上被冠以“叛徒、内奸、工贼”，永远开除出党，撤销党内外一切职务，1980年2月中共十一届五中全会全面平反）第七届中共中央书记处书记，第八届中共中央副主席（被撤职），中央人民政府副主席、人民革命军事委员会副主席，第一届中华人民共和国全国人民代表大会常务委员会委员长，第二、三届中华人民共和国主席（被撤职）、国防委员会主席（被撤职）；王光英之妹夫..
- 李济深（致公党、民革） - 中央人民政府副主席，第一、二届全国人大常委会副委员长（任内逝世），第一、二、三届全国政协副主席（任内逝世）；李沛瑶之父..
- 刘伯承 中华人民共和国元帅 - 第八、九、十、十一届中共中央政治局委员，第八（增补）、九、十、十一届中共中央军委副主席，中央人民政府西南军政/行政委员会主席、人民革命军事委员会副主席（增补），第一、二、三届国防委员会副主席，第二、三、四、五届全国人大常委会副委员长（辞职）..
- 罗荣桓 中华人民共和国元帅 - 第八届中共中央政治局委员（任内逝世），中央人民政府最高人民检察署检察长、人民革命军事委员会副主席（增补），第一、二届全国人大常委会副委员长（任内逝世）、国防委员会副主席（任内逝世）..
- 李先念 - 第八、九、十届中共中央政治局委员，第八届（增选）中央书记处书记，第十一届中共中央副主席，第十二届中共中央政治局常委，第一、二、三、四、五届国务院副总理（辞职），第六届中华人民共和国主席（重设），第七届全国政协主席（任内逝世）..
- 李　鹏 - 第十二届（增选）中共中央政治局委员、中央书记处书记，第十三、十四、十五届中共中央政治局常委，第六届国务院副总理、代总理，第七、八届国务院总理，第九届全国人大常委会委员长..
- 李瑞环 - 第十三届中共中央政治局委员、常委、中央书记处书记（增补），第十四、十五届中共中央政治局常委，第八、九届全国政协主席 .
- 李克强 - 第十七、十八、十九届中共中央政治局常委，第十一届国务院副总理，第十二、十三届国务院总理..
- 栗战书 - 第十八届中共中央政治局委员、中央书记处书记，第十九届中共中央政治局常委，第十三届全国人大常委会委员长 .
- 李　强 - 第十九届中共中央政治局委员，第二十届中共中央政治局常委，第十四届国务院总理
- 李富春 - 第八届中共中央政治局委员、常委、中央书记处书记（增选），第一、二、三届国务院副总理（任内逝世）；蔡畅之夫..
- 刘华清 海军少将·上将 - 第十三（增补）、十四届中共中央军委副主席，第十四届中共中央政治局常委，第七（补任）、八届国家中央军委副主席..
- 李岚清 - 第十四届中共中央政治局委员，第十五届中共中央政治局常委，第八、九届国务院副总理 .
- 李长春 - 第十五届中共中央政治局委员，第十六、十七届中共中央政治局常委 .
- 罗　幹 - 第十五届中共中央政治局委员、中央书记处书记，第十六届中共中央政治局常委，第八、九届国务委员 .
- 刘云山 - 第十六、十七届中共中央政治局委员、中央书记处书记，第十八届中共中央政治局常委、中央书记处书记 .
- 李　希 - 第十九届中共中央政治局委员，第二十届中共中央政治局常委、中央纪委书记
- 林伯渠 - 第七、八届中共中央政治局委员（任内逝世），中央人民政府秘书长，第一、二届全国人大常委会副委员长（任内逝世）..
- 李井泉 - （1967年被打倒，1971年恢复工作）第八届（增选）中共中央政治局委员，中共中央西南局第一书记（重设），第十二届中顾委常委（去职），第三、四、五届全国人大常委会副委员长..
- 李德生 少将·上将  - （退休后按副国级政治待遇）第九届中共中央政治局候补委员，第十届中共中央副主席（辞职）、政治局委员，第十一、十二届中共中央政治局委员（去职），第十二（增选）、十三届中顾委常委..
- 廖承志 - 第十二届中共中央政治局委员（任内逝世），第五届全国人大常委会副委员长；何香凝之子、廖晖之父..
- 李铁映 - 第十三、十四、十五届中共中央政治局委员，第七、八届国务委员，第十届全国人大常委会副委员长；李维汉之子 .
- 李锡铭 - 第十三届中共中央政治局委员，第八届全国人大常委会副委员长..
- 刘　淇 - 第十六、十七届中共中央政治局委员 .
- 刘延东（女） - 第十七、十八届中共中央政治局委员，第十一届国务委员，第十二届国务院副总理，第十届全国政协副主席 .
- 李源潮 - 第十七、十八届中共中央政治局委员，第十七届中央书记处书记，第十二届国家副主席 .
- 刘奇葆 - 第十八届中共中央政治局委员、中央书记处书记，第十三届全国政协副主席 .
- 李建国 - 第十八届中共中央政治局委员，第十一、十二届全国人大常委会副委员长 .
- 刘　鹤 - 第十九届中共中央政治局委员，第十三届国务院副总理 .
- 李鸿忠 - 第十九、二十届中共中央政治局委员，第十四届全国人大常委会副委员长
- 刘国中 - 第二十届中共中央政治局委员，第十四届国务院副总理
- 李干杰 - 第二十届中共中央政治局委员、中央书记处书记
- 李书磊 - 第二十届中共中央政治局委员、中央书记处书记
- 陆定一 - （1966年5月被打为“彭、罗、陆、杨反党集团”，1975年被释放，1979年被平反）第八届中共中央政治局候补委员（被停职）、中央书记处书记（增选，被停职），第十二、十三届中顾委常委，第二、三届国务院副总理（被停职），第五（增选）、六届全国政协副主席..
- 李维汉 - 第十二届中共中央顾问委员会副主任（任内逝世），第一、二届全国人大常委会副委员长，第二、三届全国政协常务副主席、五届（增选）副主席；李铁映之父..
- 刘澜涛 - （1967年3月被打为“六十一人叛徒集团”，1978年12月中共十一届三中全会被平反）第八届中央书记处候补书记，中共中央西北局第一书记（重设），第十二、十三届中顾委常委，(中央人民政府华北事务部部长/政务院华北行政委员会主任/)中央人民政府华北行政委员会主席，第四、五（增选）、六届全国政协副主席..
- 李一氓 - （1968年被关押，1973年获释）第十二（增选）、十三届中顾委常委（任内逝世）..
- 罗瑞卿 公安军大将 - （1965年被批判，1966年5月被打为“彭、罗、陆、杨反党集团”，1980年被平反）第八届（增选）中央书记处书记（被停职），第二、三届国务院副总理（被停职），第三届国防委员会副主席（被停职）..
- 刘宁一 - 第八届（补选）中央书记处书记，第三届全国人大常委会副委员长..
- 刘金国 - 第二十届中央书记处书记，第十四届国家监察委员会主任
- 林　枫 - （1968年被逮捕，1972年被释放，1977年被平反）第二、三届全国人大常委会副委员长..
- 廖汉生 中将（土家族） - （1967年被关押，1972年被释放）第六、七届全国人大常委会副委员长..
- 雷洁琼（女，民进） - 第七、八届全国人大常委会副委员长，第六届（增选）全国政协副主席..
- 卢嘉锡 院士（农工党） - 第八届全国人大常委会副委员长，第七、九届全国政协副主席（任内逝世）..
- 李沛瑶（民革） - 第八届全国人大常委会副委员长（任内被害）；李济深之子..
- 路甬祥 院士 - 第十、十一届全国人大常委会副委员长 .
- 洛桑江村（藏族） - 第十四届全国人大常委会副委员长
- 李贵鲜 - 第七、八届国务委员，第九、十届全国政协副主席 .
- 梁光烈 上将 - 第十一届国务委员..
- 龙　云（彝族，民革、民盟） - （1957年被划为右派，1980年被平反）第一届国防委员会副主席（被免职）..
- 刘复之 - 第七届最高人民检察院检察长..
- 李四光 院士（蒙古族） - 第二、三、四届全国政协副主席（任内逝世）..
- 李烛尘（土家族，民建） - 第四届全国政协副主席（任内逝世）..
- 李德全（女，民革、中共） - 第四届全国政协副主席（任内逝世）..
- 刘　斐（民革、中共） - 第五届（增选）全国政协副主席（任内逝世）..
- 吕正操 上将 - （1967年被关押，1974年被释放）第六届全国政协副主席..
- 刘靖基（民建） - 第六（增选）、七、八届全国政协副主席（任内逝世）..
- 罗豪才（新加坡归侨，致公党、中共） - 第九、十届全国政协副主席..
- 廖　晖 - 第十、十一届全国政协副主席；何香凝之孙，廖承志之子 .
- 李兆焯（壮族） - 第十、十一届全国政协副主席 .
- 李　蒙（农工党） - 第十届全国政协副主席 .
- 李金华 - 第十一届全国政协副主席 .
- 林文漪（台盟） - 第十一、十二届全国政协副主席 .
- 厉无畏（民革） - 第十一届全国政协副主席 .
- 罗富和（民进） - 第十一、十二届全国政协副主席 .
- 李海峰（女） - 第十二届全国政协副主席 .
- 卢展工 - 第十二、十三届全国政协副主席 .
- 刘晓峰（农工党） - 第十二届全国政协副主席 .
- 梁振英（香港） - 第十二（增选）、十三、十四届全国政协副主席
- 李　斌（女） - 第十三届全国政协副主席 .
- 刘新成（民进） - 第十三届全国政协副主席 .
- 李雪峰 - （1971年被审查，1973年被永远开除出党，1982年被平反）第八届中央书记处书记，中共中央华北局第一书记（重设），第八（补选）、九届中共中央政治局候补委员（被撤职），第三届全国人大常委会副委员长..
- 李素文（女） - （文革后接受审查，后返回地方工厂工作）第四届全国人大常委会副委员长..
- 林　彪 中华人民共和国元帅 - （死于九一三事件，死后被开除党籍，认定为林彪、江青反革命集团案主犯）中共中央华中局/中南局第一书记，第七届（补选）中共中央政治局委员，第八届中共中央政治局委员、副主席，第九届中共中央副主席（唯一，任内逝世），第八（重设）、九届中共中央军委副主席（任内逝世），中央人民政府中南军政/行政委员会主席、人民革命军事委员会副主席（增补），第一、二、三届国务院副总理（任内逝世）、国防委员会副主席（任内逝世）；叶群之夫..
- 李作鹏 中将 - （林彪、江青反革命集团案主犯，被开除党籍，以组织、领导反革命集团罪、阴谋颠覆政府罪、诬告陷害罪判处有期徒刑17年）第九届中共中央政治局委员（被撤职）..
- 令计划 - （被开除党籍，以受贿罪、非法获取国家秘密罪、滥用职权罪判处无期徒刑）第十七届中央书记处书记，第十二届全国政协副主席（被免职） .
- 李尚福 陆军上将 - （被开除军籍、党籍，取消军衔，接受调查）第十四届国务委员（被免职） .

## M
- 毛泽东（中国共产党、中国人民解放军、中华人民共和国的最主要缔造者，中共第一代中央领导集体的核心） - 第七届中国共产党中央委员会主席、中央政治局主席、中央书记处主席、中央书记处书记、中国共产党中央军事委员会主席（重设），第八、九、十届中共中央主席、中央军委主席（任内逝世），中华人民共和国中央人民政府主席、人民革命军事委员会主席，第一届中华人民共和国主席、中华人民共和国国防委员会主席，第一届中国人民政治协商会议全国委员会主席，第二、三、四届全国政协名誉主席（任内逝世）；江青之夫..
- 马　凯 - 第十八届中共中央政治局委员，第十一届国务委员，第十二届国务院副总理 .
- 孟建柱 - 第十八届中共中央政治局委员，第十一届国务委员 .
- 马兴瑞 - 第二十届中共中央政治局委员
- 马叙伦（民进、民盟） - （1970年被划为右派，遭受批斗）第四届全国政协副主席（任内逝世）..
- 缪云台（无党派） - 第六、七届全国政协副主席（任内逝世）..
- 马文瑞 - 第六（增选）、七届全国政协副主席..
- 茅以升 院士（九三学社、中共） - 第六届（增选）全国政协副主席..
- 马万祺（澳门） - 第八、九、十、十一届全国政协副主席..
- 毛致用 - 第九届全国政协副主席..
- 马　飚（壮族） - 第十二、十三届全国政协副主席 .
- 马培华（民建） - 第十二届全国政协副主席 .
- 穆　虹 - 第十四届全国政协副主席

## N
- 聂荣臻 中华人民共和国元帅 - 第八（重设）、九、十、十一、十二届中共中央军委副主席，第八（补选）、十一、十二届中共中央政治局委员（去职），中央人民政府人民革命军事委员会副主席（增补），第一、二、三届国防委员会副主席，第一（增任）、二、三届国务院副总理，第四、五届全国人大常委会副委员长（辞职），第六届国家中央军委副主席（新设）..
- 倪志福 - 第十届中共中央政治局候补委员，第十一、十二届中共中央政治局委员，第七、八届全国人大常委会副委员长..

## O
- 欧阳钦 - 第五届全国政协副主席（任内逝世）..

## P
- 彭德怀 中华人民共和国元帅 - （1959年7月庐山会议上被打为“彭、黄、张、周反党集团”，免去部分职务、下放地方，文革中遭受严重迫害，1978年12月中共十一届三中全会被平反，恢复名誉）第七、八届中共中央政治局委员，中共中央西北局第一书记，中央人民政府人民革命军事委员会副主席、西北军政/行政委员会主席，第一、二届国务院副总理（被撤职）、国防委员会副主席..
- 彭　真 - （1966年5月被打为“彭、罗、陆、杨反党集团”，1979年2月被平反）第七届中共中央书记处候补书记，第八届中央书记处书记（被停职），第八（被停职）、十一（增选）、十二届中共中央政治局委员，第一、二、三、五届（补选）全国人大常委会副委员长，第六届全国人大常委会委员长，第二、三、四届全国政协副主席..
- 彭　冲 - 第十一届中共中央政治局委员、中央书记处书记（重设），第五（补选）、六、七届全国人大常委会副委员长，第五届全国政协副主席（去职）..
- 帕巴拉·格列朗杰 第十一世帕巴拉活佛（藏族，无党派） - 第八、九届全国人大常委会副委员长，第三、四、五、六、七、十、十一、十二、十三、十四届全国政协副主席
- 彭珮云（女） - 第八届国务委员，第九届全国人大常委会副委员长；王汉斌之妻 .
- 彭清华 - 第十四届全国人大常委会副委员长

## Q
- 乔　石 - 第十二届中央书记处候补书记、书记、中共中央政治局委员（增选），第十三届中央书记处书记、中央纪委书记，第十三、十四届中共中央政治局常委，第六届（增任）国务院副总理，第八届全国人大常委会委员长..
- 秦基伟 中将·上将 - 第十二届中共中央政治局候补委员，第十三届中共中央政治局委员，第七届国务委员，第八届全国人大常委会副委员长（任内逝世）..
- 钱其琛 - 第十四、十五届中共中央政治局委员，第七届（增任）国务委员，第八、九届国务院副总理..
- 钱昌照（民革） - 第五（增选）、六、七届全国政协副主席（任内逝世）..
- 屈　武（民革、中共） - （1966年被以“里通外国、反革命两面派、包庇叛徒”批斗，1968年入狱，1974年被释放）第六、七届全国政协副主席（任内逝世）..
- 钱学森 院士 - 第六（增选）、七、八届全国政协副主席..
- 钱伟长 院士（民盟） - 第六（增选）、七、八、九届全国政协副主席..
- 钱正英 院士（女） - 第七、八、九届全国政协副主席..
- 钱运录 - 第十一届全国政协副主席 .
- 齐续春（满族，民革） - 第十二届全国政协副主席 .
- 秦博勇（女，民建） - 第十四届全国政协副主席
- 秦　刚 - （2023年10月因不明原因被免职）第十四届国务委员（被免职） .
- 邱会作 中将 - （林彪、江青反革命集团案主犯，被开除党籍，以组织、领导反革命集团罪、阴谋颠覆政府罪、诬告陷害罪判处有期徒刑16年）第九届中共中央政治局委员（被撤职）..

## R
- 任弼时 - 第七届中共中央书记处书记（任内逝世）、中共中央秘书长（任内逝世）..
- 荣毅仁（民建、中共） - 第六、七届全国人大常委会副委员长，第八届国家副主席，第五届全国政协副主席..
- 任建新 - 第十四届中央书记处书记，第七、八届最高人民法院院长，第九届全国政协副主席..
- 热　地（藏族） - 第十届全国人大常委会副委员长..
- 芮杏文 - （1989年6月中共十三届四中全会上被免职，复出后任正部级职务）第十三届中央书记处书记（被免职）..
- 饶漱石 - （1955年3月定为“高饶反党联盟”，被开除党籍，判处有期徒刑14年）中共中央华东局第一书记，中央人民政府华东军政/行政委员会主席（去职）..

## S
- 宋庆龄（女，民革、中共） - 中央人民政府副主席，第一、四、五届全国人大常委会副委员长（任内逝世），第二、三届国家副主席，中华人民共和国名誉主席，第二届全国政协副主席；孙中山夫人..
- 宋　平 - 第十三届中共中央政治局委员、常委，第六届国务委员 .
- 宋任穷 上将 - （1967年8月被打倒，1977年恢复工作）中共中央东北局第一书记（重设），第八届（补选）中共中央政治局候补委员，第十一届中央书记处书记（重设），第十二届中共中央政治局委员（去职），第十二（增选）、十三届中共中央顾问委员会副主任，第四、五届全国政协副主席（去职）..
- 苏振华 海军上将 - （1967年被关押批斗，1972年恢复工作）第十届中共中央政治局候补委员，第十一届中共中央政治局委员（任内逝世）..
- 孙春兰 - 第十八、十九届中共中央政治局委员，第十三届国务院副总理 .
- 石泰峰 - 第二十届中共中央政治局委员、中央书记处书记，第十四届全国政协副主席
- 赛福鼎 中将（全名赛福鼎·艾则孜，维吾尔族） - 第十、十一届中共中央政治局候补委员，第一、二、三、四、五、六、七届全国人大常委会副委员长，第八届全国政协副主席..
- 宋时轮 上将 - 第十二、十三届中顾委常委（任内逝世）..
- 粟　裕 大将（侗族） - 第十二届中顾委常委（任内逝世），第五届（补选）全国人大常委会副委员长..
- 沈钧儒（民盟） - 中央人民政府最高人民法院院长，第一、二届全国人大常委会副委员长（任内逝世），第一、二、三届全国政协副主席（任内逝世）..
- 史　良（女，民盟） - 第五（补选）、六届全国人大常委会副委员长（任内逝世），第五届全国政协副主席（去职）..
- 孙起孟（民建） - 第七、八届全国人大常委会副委员长..
- 司马义·艾买提（维吾尔族） - 第八、九届国务委员，第十届全国人大常委会副委员长，第七届全国政协副主席..
- 盛华仁 - 第十届全国人大常委会副委员长 .
- 司马义·铁力瓦尔地（维吾尔族） - 第十一届全国人大常委会副委员长 .
- 桑国卫 院士（农工党） - 第十一届全国人大常委会副委员长..
- 沈跃跃（女） - 第十二、十三届全国人大常委会副委员长，第十四届全国政协副主席
- 宋　健 院士 - 第六（增任）、七、八届国务委员，第九届全国政协副主席 .
- 谌贻琴（女，白族） - 第十四届国务委员
- 沈雁冰（笔名茅盾） - 第四、五届全国政协副主席（任内逝世）..
- 沙千里（民建、民盟、中共） - 第五届（增选）全国政协副主席（任内逝世）..
- 孙晓村（民盟、民建） - 第七届全国政协副主席（任内逝世）..
- 苏步青 院士（民盟、中共） - 第七、八届全国政协副主席..
- 孙孚凌（民建） - 第八、九届全国政协副主席..
- 孙家正 - 第十一届全国政协副主席 .
- 苏　辉（女，台盟、中共） - 第十三、十四届全国政协副主席
- 邵　鸿（九三学社） - 第十三、十四届全国政协副主席
- 孙　健 - （文革后接受审查，后返回地方工厂工作）第四届国务院副总理..
- 孙政才 - （被开除党籍，以受贿罪判处无期徒刑）第十八届中共中央政治局委员（被撤职） .
- 苏　荣 - （被开除党籍，以受贿罪、滥用职权罪、巨额财产来源不明罪判处无期徒刑）第十二届全国政协副主席（被免职） .

## T
- 陶　铸 - （1967年被打倒，1978年12月中共十一届三中全会被平反）中共中央中南局第一书记（重设），第八届中央书记处常务书记（增选）、中共中央政治局常委（增选），第三届国务院副总理（被停职）..
- 谭震林 - （1967年被打倒，1973年恢复工作）第八届中央书记处书记、中共中央政治局委员（增选），第十二届中共中央顾问委员会副主任（任内逝世），第二、三届国务院副总理（被停职），第四、五届全国人大常委会副委员长..
- 田纪云 - 第十二届（增选）中央书记处书记，第十二（增选）、十三、十四、十五届中共中央政治局委员，第六、七届国务院副总理，第八、九届全国人大常委会副委员长 .
- 谭绍文 - 第十四届中共中央政治局委员（任内逝世）..
- 谭　政 大将 - （1960年被批判，1966年被关押，1975年被解除监禁，1980年被平反）第八届中央书记处书记（被撤职）..
- 铁木尔·达瓦买提（维吾尔族） - 第八、九届全国人大常委会副委员长..
- 铁　凝（女） - 第十四届全国人大常委会副委员长
- 唐家璇 - 第十届国务委员 .
- 滕代远（苗族） - 第四届全国政协副主席（任内逝世）..
- 童第周 院士（民盟） - （1966年被批判，贬做卫生打扫，1970年恢复工作）第五届全国政协副主席（任内逝世）..
- 陶峙岳 上将 - 第六届全国政协副主席..

## W
- 万　里 - 第十一（重设）、十二届中央书记处书记，第十二、十三届中共中央政治局委员，第五（改组增任）、六届国务院副总理，第七届全国人大常委会委员长..
- 吴邦国 - 第十四、十五届中共中央政治局委员，第十四届（增补）中央书记处书记，第十六、十七届中共中央政治局常委，第八（增任）、九届国务院副总理，第十、十一届全国人大常委会委员长..
- 温家宝 - 第十三届中央书记处候补书记，第十四届中共中央政治局候补委员、中央书记处书记，第十五届中共中央政治局委员、中央书记处书记，第十六、十七届中共中央政治局常委，第九届国务院副总理，第十、十一届国务院总理 .
- 汪　洋 - 第十七、十八届中共中央政治局委员，第十九届中共中央政治局常委，第十二届国务院副总理，第十三届全国政协主席 .
- 王沪宁 - 第十七届中央书记处书记，第十八届中共中央政治局委员，第十九届中央书记处书记，第十九、二十届中共中央政治局常委，第十四届全国政协主席
- 尉健行 - 第十四届中共中央政治局委员，第十四、十五届中央书记处书记、中央纪委书记，第十五届中共中央政治局常委..
- 吴官正 - 第十五届中共中央政治局委员，第十六届中共中央政治局常委、中央纪委书记 .
- 王岐山 - 第十七届中共中央政治局委员，第十八届中共中央政治局常委、中央纪委书记，第十一届国务院副总理，第十三届国家副主席；姚依林之女婿 .
- 乌兰夫 上将（蒙古族） - （1966年8月被软禁，撤销领导职务，1972年5月被解放）第八届中共中央政治局候补委员，第十一、十二届中共中央政治局委员（去职），第一、二、三届国务院副总理（被停职），第四、五、七届全国人大常委会副委员长（任内逝世），第六届国家副主席（重设），第五届全国政协副主席；布赫之父..
- 王　震 铁道兵上将 - 第十一（增选）、十二届中共中央政治局委员（去职），第十二届（增选）中共中央顾问委员会副主任，第四、五届国务院副总理（辞职），第七届国家副主席（任内逝世）..
- 韦国清 公安军上将（壮族） - 第十、十一、十二届中共中央政治局委员（去职），第四、五、六、七届全国人大常委会副委员长（任内逝世），第四、五届全国政协副主席（去职）..
- 吴学谦 - 第十二（增选）、十三届中共中央政治局委员，第六届国务委员，第七届国务院副总理，第八届全国政协副主席..
- 王乐泉 - 第十六、十七届中共中央政治局委员 .
- 王兆国 - 第十二届（增选）中央书记处书记，第十六、十七届中共中央政治局委员，第十、十一届全国人大常委会副委员长，第八、九届全国政协副主席 .
- 吴　仪（女） - 第十五届中共中央政治局候补委员，第十六届中共中央政治局委员，第九届国务委员，第十届国务院副总理 .
- 王　刚 - 第十六届中共中央政治局候补委员、中央书记处书记，第十七届中共中央政治局委员，第十一届全国政协副主席 .
- 王　晨 - 第十九届中共中央政治局委员，第十二、十三届全国人大常委会副委员长 .
- 王　毅 - 第二十届中共中央政治局委员，第十三届国务委员
- 王汉斌 - 第十四届中共中央政治局候补委员，第七、八届全国人大常委会副委员长；彭珮云之夫 .
- 王　平 上将 - （1967年被关押批斗，1972年被释放）第十二、十三届中顾委常委..
- 王首道 - 第十二、十三届中顾委常委，第五届全国政协副主席..
- 伍修权 - （1967年被关押，1975年恢复工作）第十二、十三届中顾委常委..
- 王稼祥 - （1966年被打倒，1968年被隔离审查，1972年被解放，1979年被平反）第八届中央书记处书记..
- 王任重 - （1967年被关押，1975年被释放，1978年恢复工作）中共中央中南局第一书记（重设后继任），第十一届中央书记处书记（重设），第五届（增任）国务院副总理（辞职），第六届全国人大常委会副委员长，第七届全国政协副主席（任内逝世）..
- 王小洪 - 第二十届中央书记处书记，第十四届国务委员
- 王鹤寿 - 第十二届中央纪委常务书记、第二书记..
- - 第六、七届国务委员，第八届全国人大常委会副委员长 .
- 王光英（民建） - （1966年被逮捕，1977年被释放）第八、九届全国人大常委会副委员长，第六、七届全国政协副主席；刘少奇之大舅哥..
- 吴阶平 院士（九三学社、中共） - 第八、九届全国人大常委会副委员长..
- 乌云其木格（女，蒙古族） - 第十、十一届全国人大常委会副委员长..
- 王胜俊 - 第十一届最高人民法院院长，第十二届全国人大常委会副委员长 .
- 万鄂湘（民革） - 第十二、十三届全国人大常委会副委员长 .
- 王东明 - 第十三、十四届全国人大常委会副委员长
- 武维华 院士（九三学社） - 第十三、十四届全国人大常委会副委员长
- 王　芳 - 第七届国务委员..
- 王忠禹 - 第九届国务委员，第十届全国政协副主席 .
- 王　勇 - 第十二、十三届国务委员，第十四届全国政协副主席
- 吴政隆 - 第十四届国务委员
- 卫立煌（民革） - 第二届国防委员会副主席（任内逝世）..
- 王昆仑（民革、中共） - 第五（增选）、六届全国政协副主席（任内逝世）..
- 王恩茂 中将 - 第六（增选）、七届全国政协副主席..
- 汪　锋 - 第六届（增选）全国政协副主席..
- 万国权（民建） - 第八（增选）、九届全国政协副主席..
- 王文元（九三学社） - 第九届全国政协副主席..
- 王　选 院士（九三学社） - 第十届全国政协副主席（任内逝世）..
- 万　钢（致公党） - 第十一、十二、十三届全国政协副主席 .
- 王志珍 院士（女，九三学社） - 第十一届全国政协副主席 .
- 王家瑞 - 第十二届全国政协副主席 .
- 王正伟（回族） - 第十二、十三届全国政协副主席 .
- 王钦敏（致公党） - 第十二届全国政协副主席 .
- 汪永清 - 第十三届全国政协副主席 .
- 王东峰 - 第十四届全国政协副主席
- 王光谦 院士（民盟） - 第十四届全国政协副主席
- 汪东兴 少将 - （1980年2月中共十一届五中全会上辞去党和国家领导职务）第九届中共中央政治局候补委员，第十届中共中央政治局委员，第十一届中共中央副主席（辞职）..
- 吴　德 - （1980年2月中共十一届五中全会上辞去党和国家领导职务）第十、十一届中共中央政治局委员（辞职），第四、五届全国人大常委会副委员长（辞职）..
- 吴桂贤（女） - （文革后接受审查，后返回地方工厂工作）第十届中共中央政治局候补委员，第四届国务院副总理（辞职）..
- 王洪文 - （林彪、江青反革命集团案主犯，“四人帮”成员，被开除党籍，以组织、领导反革命集团罪、阴谋颠覆政府罪、策动武装叛乱罪、反革命伤人罪、诬告陷害罪判处无期徒刑）第十届中共中央副主席（被撤职）..
- 吴法宪 中将 - （林彪、江青反革命集团案主犯，被开除党籍，以组织、领导反革命集团罪、阴谋颠覆政府罪、诬告陷害罪判处有期徒刑17年）第九届中共中央政治局委员（被撤职）..
- 魏凤和 火箭军上将 - （被开除军籍、党籍，取消军衔，接受调查）第十三届国务委员 .

## X
- 习近平 - 第十七届中共中央政治局常委、中央书记处书记、中共中央军委副主席（增补），第十八、十九、二十届中共中央总书记、中共中央军委主席，第十一届国家副主席、国家中央军委副主席（补任），第十二、十三、十四届中华人民共和国主席、国家中央军委主席；习仲勋之子
- 徐向前 中华人民共和国元帅 - 第八（增补）、九、十、十一、十二届中共中央军委副主席，第八（补选）、十一、十二届中共中央政治局委员（去职），中央人民政府人民革命军事委员会副主席（增补），第一、二、三届国防委员会副主席，第三、四届全国人大常委会副委员长，第五届国务院副总理（辞职），第六届国家中央军委副主席（新设）..
- 许世友 上将 - 第九、十、十一届中共中央政治局委员，第十二届中共中央顾问委员会副主任（任内逝世）..
- 习仲勋 - （1962年9月被打为“用小说来反党反人民”，被审查、关押、监护前后长达16年，1978年恢复工作，1980年被平反）第十一（增选）、十二届中央书记处书记（去职），第十二届中共中央政治局委员，第二届国务院副总理，第五（补选）、七届全国人大常委会副委员长；习近平之父..
- 谢　非 - 第十四、十五届中共中央政治局委员（任内逝世），第九届全国人大常委会副委员长（任内逝世）..
- 许其亮 空军上将 - 第十七届（增补）中共中央军委副主席，第十八、十九届中共中央政治局委员、中共中央军委副主席，第十二、十三届国家中央军委副主席..
- 萧　克 上将 - （1958年被打为“教条主义、资产阶级军事路线和反党宗派活动”，1978年被摘帽，1987年正式平反）第十二、十三届中顾委常委，第五届（增选）全国政协副主席..
- 萧劲光 海军大将 - 第十二届中顾委常委（去职），第五届（补选）全国人大常委会副委员长..
- 许德珩（九三学社、中共） - 第四、五、六届全国人大常委会副委员长，第四、五届全国政协副主席..
- 许嘉璐（民进） - 第九、十届全国人大常委会副委员长 .
- 向巴平措（藏族） - 第十二届全国人大常委会副委员长 .
- 肖　捷 - 第十三届国务委员，第十四届全国人大常委会副委员长
- 雪克来提·扎克尔（维吾尔族） - 第十四届全国人大常委会副委员长
- 谢觉哉 - 第二届最高人民法院院长，第四届全国政协副主席（任内逝世）..
- 肖　扬 - 第九、十届最高人民法院院长..
- 徐　冰 - 第四届全国政协常务副主席（任内逝世）..
- 萧　华 上将 - （1967年被关押，1975年恢复工作）第六届全国政协副主席（任内逝世）..
- 徐匡迪 院士 - 第十届全国政协副主席 .
- 夏宝龙 - 第十三届全国政协副主席 .
- 咸　辉（女，回族） - 第十四届全国政协副主席
- 谢富治 上将 - （死后被开除党籍、撤销悼词，认定为林彪、江青反革命集团案主犯，骨灰迁出八宝山革命公墓）第八届（补选）中共中央政治局候补委员、中央书记处书记，第九届中共中央政治局委员（任内逝世），第三届国务院副总理（任内逝世）..
- 徐才厚 上将 - （被开除党籍、军籍，取消军衔，接受调查期间病亡）第十六届中央书记处书记，第十六（增补）、十七届中共中央军委副主席，第十七届中共中央政治局委员，第十（补任）、十一届国家中央军委副主席..

## Y
- 叶剑英 中华人民共和国元帅 - 第八（增补）、九、十、十一、十二届中共中央军委副主席（去职），第八届（增选）中央书记处书记，第八（补选）、九届中共中央政治局委员，第十、十一届中共中央副主席，第十二届中共中央政治局常委（1985年去职），中央人民政府人民革命军事委员会副主席（增补），第一、二、三届国防委员会副主席，第五届全国人大常委会委员长，第六届国家中央军委副主席（新设，辞职），第四届全国政协副主席；叶选平之父，邹家华之岳父..
- 杨尚昆 - （1966年5月被打为“彭、罗、陆、杨反党集团”，1980年5月被平反）第八届中央书记处候补书记（被停职），第十二、十三届中共中央政治局委员，第十二届中共中央军委常务副主席，第十三届中共中央军委常务副主席、第一副主席，第五届（补选）全国人大常委会副委员长，第六（新设）、七届国家中央军委副主席，第七届中华人民共和国主席；杨白冰之兄..
- 俞正声 - 第十六、十七届中共中央政治局委员，第十八届中共中央政治局常委，第十二届全国政协主席 .
- 姚依林 - 第十一（重设）、十二届中央书记处书记（去职），第十二届中共中央政治局候补委员、委员，第十三届中共中央政治局常委，第五（改组增任）、六、七届国务院副总理；王岐山之岳父..
- 余秋里 中将 - 第十一、十二届中共中央政治局委员、中央书记处书记（重设），第十三届中顾委常委，第四、五届国务院副总理（改组去职），第五届国务委员（新设改任）..
- 杨得志 上将 - 第十一届中央书记处书记（重设），第十二届中共中央政治局委员，第十三届中顾委常委..
- 杨汝岱 - 第十三届中共中央政治局委员，第八、九届全国政协副主席..
- 杨白冰 上将 - （1966年被逮捕，1975年解禁）第十三届（增补）中央书记处书记，第十四届中共中央政治局委员；杨尚昆之弟..
- 杨洁篪 - 第十九届中共中央政治局委员，第十二届国务委员 .
- 杨晓渡 - 第十九届中共中央政治局委员，第十三届国家监察委员会主任（新设） .
- 尹　力 - 第二十届中共中央政治局委员
- 袁家军 - 第二十届中共中央政治局委员
- 杨　勇 上将 - 第十二届中央书记处书记（任内逝世）..
- 尤　权 - 第十九届中央书记处书记 .
- 杨明轩（民盟） - 第三届全国人大常委会副委员长（任内逝世）..
- 严济慈 院士（九三学社） - 第六、七届全国人大常委会副委员长..
- 叶　飞 上将（菲律宾归侨） - 第六、七届全国人大常委会副委员长..
- 严隽琪（女，民进） - 第十一、十二届全国人大常委会副委员长 .
- 杨静仁（回族） - 第五届（增任）国务院副总理（改组去职），第五（去职）、六、七、八届全国政协副主席..
- 杨秀峰 - 第三届最高人民法院院长（被停职），第五届（增选）全国政协副主席..
- 杨易辰 - 第六届最高人民检察院检察长..
- 应　勇 - 第十四届最高人民检察院检察长
- 杨成武 上将 - （1968年被逮捕，1974年恢复工作）第六届全国政协副主席..
- 叶圣陶（民进） - 第六届全国政协副主席..
- 叶选平 - 第七（增选）、八、九届全国政协副主席；叶剑英之子..
- 杨传堂 - 第十三届全国政协副主席 .
- 杨　震（农工党） - 第十四届全国政协副主席
- 阎明复 - （1989年6月中共十三届四中全会上被免职，复出后按正部级待遇）第十三届中央书记处书记（被免职），第七届全国政协副主席（被免职） .
- 杨　晶（蒙古族） - （严重违纪，被予留党查看一年、行政撤职处分，降为正部长级）第十八届中央书记处书记，第十二届国务委员（被撤职） .
- 叶　群（女） - （死于九一三事件，死后被开除党籍，认定为林彪、江青反革命集团案主犯）第九届中共中央政治局委员（任内逝世）；林彪之妻..
- 姚文元 - （林彪、江青反革命集团案主犯，“四人帮”成员，被开除党籍，以组织、领导反革命集团罪、阴谋颠覆政府罪、反革命宣传煽动罪、诬告陷害罪判处有期徒刑20年）第九、十届中共中央政治局委员（被撤职）..
- 姚连蔚 - （被开除党籍，免于起诉，后返回地方工厂工作）第四届全国人大常委会副委员长（被停职）..

## Z
- 周恩来 - 第七届中共中央书记处书记，第八届中共中央副主席，第九届中共中央政治局常委，第十届中共中央副主席（任内逝世），中央人民政府政务院总理、人民革命军事委员会副主席，第一、二、三、四届中华人民共和国国务院总理（任内逝世），第一届全国政协副主席，第二、三、四届全国政协主席（任内逝世）；邓颖超之夫..
- 朱　德 中华人民共和国元帅 - 中国人民解放军总司令，第七届中共中央书记处书记、中央纪委书记（1949年新设），第八届中共中央副主席，第九届中共中央政治局委员，第十届中共中央政治局常委（任内逝世），中央人民政府副主席、人民革命军事委员会副主席，第一届中华人民共和国副主席、国防委员会副主席，第二、三、四届全国人大常委会委员长（任内逝世）；康克清之夫..
- 张　澜（民盟） - 中央人民政府副主席，第一届全国人大常委会副委员长（任内逝世），第二届全国政协副主席（任内逝世）；张梅颖之祖父..
- 朱镕基 - 第十四、十五届中共中央政治局常委，第七（增任）、八届国务院副总理，第九届国务院总理 .
- 张德江 - 第十六、十七届中共中央政治局委员，第十八届中共中央政治局常委，第十一届国务院副总理，第十二届全国人大常委会委员长 .
- 赵乐际 - 第十八届中共中央政治局委员、中央书记处书记，第十九届中央纪委书记，第十九、二十届中共中央政治局常委，第十四届全国人大常委会委员长
- 曾庆红 - 第十五届中共中央政治局候补委员、中央书记处书记，第十六届中共中央政治局常委、中央书记处书记，第十届国家副主席 .
- 张高丽 - 第十七届中共中央政治局委员，第十八届中共中央政治局常委，第十二届国务院副总理 .
- 张闻天 - （第六届中共中央委员会总书记；1959年7月庐山会议上被打为“彭、黄、张、周反党集团”，1972年恢复工资待遇，1979年8月被平反）第七届中共中央政治局委员，第八届中共中央政治局候补委员..
- 张廷发 空军少将 - 第十一、十二届中共中央政治局委员（去职）..
- 邹家华 - 第十四届中共中央政治局委员，第七届国务委员、国务院副总理（增任），第八届国务院副总理，第九届全国人大常委会副委员长；叶剑英之女婿..
- 张万年 上将 - 第十四（增补）、十五届中共中央军委副主席，第十五届中共中央政治局委员、中央书记处书记，第八（补任）、九届国家中央军委副主席..
- 张立昌 - 第十六届中共中央政治局委员..
- 曾培炎 - 第十六届中共中央政治局委员，第十届国务院副总理 .
- 张春贤 - 第十八届中共中央政治局委员，第十三届全国人大常委会副委员长 .
- 张又侠 陆军上将 - 第十九、二十届中共中央政治局委员、中共中央军委副主席，第十三、十四届国家中央军委副主席
- 张国清 - 第二十届中共中央政治局委员，第十四届国务院副总理
- 张劲夫 - 第十三届中顾委常委，第五（新设）、六届国务委员..
- 张爱萍 上将 - （1968年被关押，1975年恢复工作）第十三届中顾委常委，第五届（增任）国务院副总理（改组去职），第五（改组新设后增任）、六届国务委员..
- 张　震 中将·上将 - 第十四届中共中央军委副主席、第八届国家中央军委副主席..
- 赵洪祝 - 第十八届中央书记处书记 .
- 张治中（民革） - 第一、二、三届国防委员会副主席（任内逝世），第三届全国人大常委会副委员长（任内逝世）..
- 周建人（民进、民盟） - 第三、四、五届全国人大常委会副委员长（辞职），第五、六届全国政协副主席（任内逝世）..
- 张鼎丞 - 第一、二、三届最高人民检察院检察长（1968年机构撤销），第四、五届全国人大常委会副委员长（辞职）..
- 朱蕴山（民革、民盟） - 第五届（补选）全国人大常委会副委员长（任内逝世），第五届全国政协副主席（去职）..
- 朱学范（民革） - （1967年被逮捕，1975年被释放）第五（补选）、六、七届全国人大常委会副委员长..
- 周谷城（农工党） - （1966年被当作反动学术权威遭到批斗，关进“牛棚”，1968年被解放）第六、七届全国人大常委会副委员长..
- 周光召 院士 - 第九届全国人大常委会副委员长..
- 周铁农（民革） - 第十一届全国人大常委会副委员长，第九、十届全国政协副主席..
- 张　平 - 第十二届全国人大常委会副委员长 .
- 张宝文（民盟） - 第十二届全国人大常委会副委员长 .
- 郑建邦（民革） - 第十四届全国人大常委会副委员长，第十三届全国政协副主席
- 张庆伟 - 第十四届全国人大常委会副委员长
- 赵克志 - 第十三届国务委员 .
- 郑天翔 - 第六届最高人民法院院长..
- 周　强 - 第十二、十三届最高人民法院院长，第十四届全国政协副主席
- 张　军 - 第十三届最高人民检察院检察长，第十四届最高人民法院院长
- 张思卿 - 第八届最高人民检察院检察长，第九、十届全国政协副主席..
- 章伯钧（农工党、民盟） - （1957年被划为右派，1958年被撤销大部分领导职务）第二届全国政协常务副主席（被停职）..
- 张　冲（彝族） - 第五届全国政协副主席（任内逝世）..
- 庄希泉（新加坡归侨，民盟、中共） - 第五、六届全国政协副主席..
- 周培源 院士（九三学社、中共） - 第五（增选）、六、七、八届全国政协副主席（任内逝世）..
- 周叔弢（无党派） - 第六届全国政协副主席（任内逝世）..
- 赵朴初（民进） - 第六、七、八、九届全国政协副主席（任内逝世）..
- 朱光亚 院士 - 第八（增选）、九届全国政协副主席..
- 赵南起 上将（朝鲜族） - 第九届全国政协副主席..
- 张克辉（台盟、中共） - 第九、十届全国政协副主席..
- 张怀西（民进） - 第十届全国政协副主席 .
- 张梅颖（女，民盟） - 第十（增选）、十一届全国政协副主席；张澜之孙女 .
- 张榕明（女，民建） - 第十（增选）、十一届全国政协副主席 .
- 郑万通 - 第十一届全国政协副主席 .
- 张庆黎 - 第十二、十三届全国政协副主席 .
- 周小川 - 第十二届全国政协副主席 .
- 朱永新（民进） - 第十四届全国政协副主席
- 赵紫阳 - （1989年6月中共十三届四中全会上被撤销党内外一切职务，软禁直至逝世）第十一届中共中央政治局候补委员、委员、常委、中共中央副主席，第十二届中共中央政治局常委、中共中央代理总书记（推选），第十三届中共中央总书记（被撤职）、中共中央军委第一副主席（被撤职），第五届国务院副总理（增任）、总理，第六届国务院总理（辞职），第七届国家中央军委副主席（被撤职），第五届全国政协副主席（去职）..
- 张春桥 - （林彪、江青反革命集团案主犯，“四人帮”成员，被开除党籍，以组织、领导反革命集团罪、阴谋颠覆政府罪、策动武装叛乱罪、反革命宣传煽动罪、诬告陷害罪判处死缓）第九届中共中央政治局委员，第十届中共中央政治局常委（被撤职），第四届国务院副总理（被撤职）..
- 周永康 - （被开除党籍，以受贿罪、滥用职权罪、故意泄露国家秘密罪判处无期徒刑）第十六届中共中央政治局委员、中央书记处书记，第十七届中共中央政治局常委，第十届国务委员 .

## 军队领导人（准副国级：大将+1983年以来的中央军委委员）
曾担任副国级的中国人民解放军大将：
- 粟　裕 大将- 中央人民政府人民革命军事委员会委员，东北边防军司令兼政委，副总参谋长，华东军区副司令，总参谋长，国防部副部长，军事科学院副院长、第一政委，中央军委常委，全国人大常委会副委员长，中顾委常委，第一、二、三届国防委员会委员
- 黄克诚 大将- 湖南省委书记，副总参谋长，总后方勤务部部长、政委，中央军委秘书长，国防部副部长，中央书记处书记，总参谋长，山西省副省长，中央纪委常务书记、第二书记，第一、二届国防委员会委员
- 谭　政 大将- 中共中央中南局第一副书记，华南军区政委，国防部副部长，总政治部第一副主任，中央书记处书记，总政治部主任，中央军委常委，中央监委副书记，福建省副省长，第一、二届国防委员会委员
- 萧劲光 海军大将- 海军司令，大连海军学校校长兼政委，国防部副部长，全国人大常委会副委员长，中顾委常委，第一、二、三届国防委员会委员
- 罗瑞卿 公安军大将- 中央人民政府人民革命军事委员会委员，公安部部长，北京市公安局局长，中央人民公安学院院长，国务院副总理，国防部副部长，中央军委秘书长，总参谋长，国防工业办公室主任，中央军委常委，中央书记处书记，第一、二、三届国防委员会委员

未曾担任副国级的中国人民解放军大将：
- 徐海东 大将- 中央人民政府人民革命军事委员会委员（增补），第一、二、三届国防委员会委员
- 陈　赓 大将- 西南军区副司令，云南省主席，云南军区司令，志愿军第三兵团司令兼政委，志愿军副司令、代司令兼代政委，军事工程学院院长兼政委，副总参谋长，国防科学技术委员会副主任，国防部副部长，第一、二届国防委员会委员
- 张云逸 大将- 华东军区副司令，中央人民政府人民革命军事委员会委员，中南行政委员会副主席，广西省委书记、省主席，广西军区司令兼政委，中央监委副书记，第一、二、三届国防委员会委员
- 王树声 大将- 湖北军区副司令、司令，中南军区副司令，国防部副部长，总军械部部长，军事科学院副院长、第二政委，第一、二、三届国防委员会委员
- 许光达 装甲兵大将- 解放军第二兵团司令，甘肃军区司令，装甲兵司令兼政委，坦克学校校长、装甲兵学院院长，国防部副部长，第一、二、三届国防委员会委员

未曾担任中央军委委员的中央军委副主席：
- 现役军人：张震、范长龙、何卫东

曾担任国家级副职领导职务的中央军委委员：
- 余秋里、杨得志、张爱萍、洪学智、刘华清、秦基伟、迟浩田、杨白冰、赵南起、张万年、曹刚川、郭伯雄、徐才厚、梁光烈、常万全、许其亮、张又侠、魏凤和、李尚福

未曾担任国家级副职领导职务的中央军委委员：
- 于永波 上将- 第十四、十五届中共中央军委委员、第八、九届国家中央军委委员，总政治部主任
- 傅全有 上将- 第十四、十五届中共中央军委委员、第八、九届国家中央军委委员，总后勤部部长、总参谋长
- 王　克 上将- 第十四（增补）、十五届中共中央军委委员、第八（补任）、九届国家中央军委委员，总后勤部部长
- 王瑞林 上将- 第十四（增补）、十五届中共中央军委委员、第八（补任）、九届国家中央军委委员，总政治部副主任、中央军委纪委书记
- 廖锡龙 上将- 第十六、十七届中共中央军委委员、第十、十一届国家中央军委委员，总后勤部部长
- 李继耐 上将- 第十六、十七届中共中央军委委员、第十、十一届国家中央军委委员，总装备部部长、总政治部主任
- 陈炳德 上将- 第十六（增补）、十七届中共中央军委委员、第十（补任）、十一届国家中央军委委员，总装备部部长、总参谋长
- 乔清晨 空军上将- 第十六届（增补）中共中央军委委员、第十届（补任）国家中央军委委员，空军司令员
- 张定发 海军上将- 第十六届（增补）中共中央军委委员、第十届（补任）国家中央军委委员（任内逝世），海军司令员
- 靖志远 上将-  第十六（增补）、十七届中共中央军委委员、第十（补任）、十一届国家中央军委委员，第二炮兵司令员
- 吴胜利 海军上将- 第十七、十八届中共中央军委委员、第十一、十二届国家中央军委委员，海军司令员
- 房峰辉 上将- （被开除军籍、党籍，取消军衔，以受贿罪、行贿罪、巨额财产来源不明罪判处无期徒刑）第十八届中共中央军委委员、第十二届国家中央军委委员，总参谋长、军委联合参谋部参谋长
- 张　阳 上将- （自杀身亡，死后被开除军籍、党籍，取消军衔）第十八届中共中央军委委员、第十二届国家中央军委委员（任内逝世），总政治部主任、军委政治工作部主任
- 赵克石 上将- 第十八届中共中央军委委员、第十二届国家中央军委委员，总后勤部部长、军委后勤保障部部长
- 马晓天 空军上将- 第十八届中共中央军委委员、第十二届国家中央军委委员，空军司令员
- 李作成 陆军上将- 第十九届中共中央军委委员、第十三届国家中央军委委员，军委联合参谋部参谋长
- 苗　华 海军上将- （涉嫌严重违纪，被停职检查）第十九、二十届中共中央军委委员、第十三届国家中央军委委员，军委政治工作部主任
- 张升民 火箭军上将- 第十九、二十届中共中央军委委员、第十三届国家中央军委委员，军委纪委书记
- 刘振立 陆军上将- 第二十届中共中央军委委员、第十四届国家中央军委委员，军委联合参谋部参谋长

1982年，中共中央军事委员会大幅缩减成员规模；1983年，国家中央军事委员会成立，其成员同中共中央军委基本一致，此后的中央军委委员均可称军队领导人。
1993年后，国家中央军委成员、职务名称同中共中央军委完全一致。1988年重新实行军衔制后，所有中央军委委员均获授、晋升中国人民解放军上将军衔。

## 人数统计
按姓氏拼音（共483人）：A:4 B:9 C:42 D:19 F:6 G:12 H:43 J:15 K:4 L:77 M:13 N:2 O:1 P:6 Q:13 R:6 S:30 T:11 W:59 X:22 Y:32 Z:57；准副国级军队领导人:24